# FLYP
FLYP ist ein US-amerikanisches Web-Magazin. Besonders durch eine konsequente Integration multimedialer Technologien hebt sich das Magazin in der Präsentation von anderen Web-Magazinen ab. Inhaltliche Schwerpunkte sind nicht-tagesaktuelle Themen aus den Bereichen Gesellschaft, Kunst und Kultur. Neue Ausgaben erscheinen zweiwöchentlich.

## Konzept
Die Idee hinter FLYP ist eine konsequente Nutzung aktueller Webtechnologien für die Präsentation von Online-Journalismus. Inhaltlich soll das Online-Magazin vermehrt Themen neben dem tagesaktuellen Nachrichtenjournalismus im Internet etablieren. Inspiriert wurde FLYP vom Web-Magazin Índigo Brainmedia aus Mexiko.
Der mexikanische Investor Alfonso Romo ist der wichtigste Geldgeber von FLYP.

## Mitarbeiter
Momentan arbeiten für FLYP ca. 20 Mitarbeiter. Darunter sind neben Redakteuren und Reportern auch Grafiker, Designer und Programmierer. Der Herausgeber ist Alan Stoga.

## Technik
Die Umsetzung der Webseite wird vor allem durch Flash realisiert. Durch die umfangreiche Integration von Flash, eingebettete Videos, Animationen und anderen rechen- sowie datenintensiven Techniken wird schnelle und moderne Hardware zur flüssigen Darstellung benötigt. Zudem indizieren die Crawler aktueller Suchmaschinen die Inhalte des Web-Magazins bisher aufgrund der Realisierung der Webseite durch Flash eher wenig.